# Maurice de Forest
Maurice Arnold de Forest, Baron de Forest (født 9. januar 1879, død 6. oktober 1968) var en racerkører, pilot og liberal politiker i Storbritannien.

## Biografi
Maurice Arnold de Forest blev født i Paris, i Rue Legendre (i det 17. arrondissement). De Forest var efter sigende den ældste af de to sønner af Edward Deforest/de Forest (1848-1882), en amerikansk cirkusartist, og hans kone, den tidligere Juliette Arnold (1860-1882). Han havde en lillebror, Raymond (1880-1912). Drengenes forældre døde i 1882 af tyfus, mens de deltog på et professionelt engagement i det osmanniske rige.

### Adopteret
I juni 1887 blev de adopteret af den velhavende baronesse Clara de Hirsch (født Bischoffsheim), gift med bankmanden og filantropen Baron Maurice de Hirsch, og fik efternavnet de Forest-Bischoffsheim. Baron og Baronesse de Hirsch havde mistet deres eneste overlevende barn, Baron Lucien de Hirsch (1856-1887), til lungebetændelse tidligere samme år. De Forest-børnene er af nogle kilder senere blevet identificeret som Baron de Hirschs uægte sønner af Juliette Arnold de Forest.
Baron de Hirsch døde i Ungarn i en alder af 64 år i 1896. Hans enke Clara døde tre år senere, den 1. april 1899. Maurice arvede sin adoptivfars bopæl, Schloss Eichhorn (nu kendt som Veveří Slot) nær Brno i Moravia, som dengang var en del af det østrig-ungarske imperium. Maurice arvet fra baronessen 25.000.000 francs (svarende til omtrent 850 millioner dkk i 2015), samt hendes godser i Rossitz-Eichhorn.

### Liv i England
Maurice de Forest-Bischoffsheim blev uddannet på Eton College og Christ Church College, Oxford. I 1899 blev han tildelt titlen Freiherre von Forest af kejser Franz Joseph I af Østrig.
I følge hofnyheder (Court Circular) anno 6. marts 1899 har "Kejseren af Østrig givet titlen Baron De Forest til M. Arnold [De] Forest og til hans bror M. Raymond De Forest, begge baronesse de Hirsch de Gereuths adoptivsønner, enke efter den afdøde Baron de Hirsch." Begge mænd arvede millioner af dollars fra Baroness de Hirsch ved hendes død.
I det følgende år blev Maurice Arnold de Forest naturaliseret til at blive britisk statsborger, og fik tilladelse til at bære titlen Baron de Forest med kongelig licens.
| Citat                                                                 | En baroni af det østrigske imperium ydet i 1899. Tilladelse givet, i anledning af Baron de Forest's naturalisering, ved direkte kommando af dronning Victoria. Der er ingen begrundelse for bevillingen. | Citat |
| Ansøgninger om kongelig bevilling til brug af en udenlandske titeler. | |       |

Han blev indsat i militsen som andenløjtnant i Prince of Wales's Own Norfolk Artillery (Eastern Division) (EN) den 25. august 1900, men dette blev senere aflyst d. 20. juni 1903, og han blev viceløjtnant i Staffordshire Imperial Yeomanry (Dronningens eget kongelige regiment) den 4. maj 1906, hvor han også var æresløjtnant i hæren.
De Forest konverterede fra jødedom til romersk katolicisme.
Churchill besøgte de Forest i sit hjem i Lancashire, Rosefield Hall, nær Southport. Churchill tilbragte også meget tid på De Forests yacht og opholdt sig tre gange (i 1908 sammen med sin kone under deres bryllupsrejse rejse) på de Forest's Schloss Eichhorn (Veveří Castle) i Moravia.

## Ægteskaber
De Forest var gift to gange, hans koner var:
1. Mathilde Madeleine Rose Menier, født Letellier, enke efter chokolademagnaten Albert Menier og datter af et fransk avisforlag. De blev gift i 1901 og fik en datter, Mabel Béatrix Clara Mary Magdalen de Forest (født 5. marts 1902). Ægteskabet blev erklæret ugyldigt ved et dekret af paven i 1902.[16]
2. Ærværdige (Hon.) Ethel Gerard, datter af William Cansfield Gerard, 2. Baron Gerard, som han giftede sig med i 1904 og blev skilt i 1911. De havde to sønner, Alaric de Forest og John de Forest (begge førte senere efternavnet de Bendern). Ægteskabet brød sammen i januar 1910 på grund af baronessens utroskab med en yngre mand.[17]

De Forest fik også sønnen Ingvar de Forest, med Irma Paula Margareta Engström, uden for ægteskab.

## Senere liv
I 1932 blev de Forest naturaliseret i Liechtenstein, og fik tilmed titlen Grev Maurice de Bendern, og blev udnævnt til diplomatisk rådgiver for fyrstendømmet i 1936. De Bendern samlede en værdifuld kunstsamling med et værk af Frans Hals. Han opretholdt en villa på Cap Martin, på den franske riviera, og Château de Beauregard, som indeholdt et dyrereservat. Han døde i Biarritz i oktober 1968, 89 år gammel.

## Mulig søn af Edward 7. af Storbritannien
I 2013 hævdede Eurovision-vinderen, og Maurices barnebarn, Emmelie de Forest, at Maurice var en uægte søn af Edward 7. Påstanden betragtes som yderst urealistisk af specialister. Emmelie de Forest udtalte sig således om den mulige slægtsforbindelse:
| Citat                        | - Min tip-oldemor var Dronning Victoria af England, hendes søn var Edward d. 7., der fik mange børn udenfor ægteskabet. Et af dem var min farfar, som han fik som 60-årig med en østrigsk prinsesse. Min farmor er ud af en gammel svensk slægt. De fik så min far, som voksede op i denne her overklassefamilie, hvor han havde en ny barnepige, næsten hver uge, og gik på kostskole rundt om i Europa, fortalte Emmelie de Forest til BT før Grand Prixet lørdag. | Citat |
| Citat fra Emmelie de Forest. | |       |